# Testis unus, testis nullus
Het adagium Testis unus, testis nullus (Latijn voor "één getuige, geen getuige") is een oude regel uit het bewijsrecht en leeft voort als onderdeel van de historische methode en in de journalistiek.

## Bewijsrecht

### Oudheid
De bewijsregel is reeds te vinden in het oud-Joodse recht:

Eén enkel getuigenis dat iemand een overtreding heeft begaan of een misdrijf of wat dan ook, is niet geldig. Een aanklacht krijgt pas rechtsgeldigheid op grond van de verklaring van ten minste twee getuigen.
— Deuteronomium, 19:15

Voor doodstraffen eist de wet bijvoorbeeld twee getuigen (Numeri 35:30, Deuteronomium 17:6).
Het Nieuwe Testament verwijst op twee plaatsen naar de regel:

Ik kom nu voor de derde keer naar u toe. Er staat geschreven dat een aanklacht rechtsgeldig wordt op grond van ten minste twee getuigenverklaringen.
— 2 Korinthe, 13:1

Luisteren ze niet, neem dan een of twee anderen mee, zodat de zaak zijn beslag krijgt dankzij de verklaring van ten minste twee getuigen.
— Evangelie volgens Matteüs, 18:16

Het Romeinse recht kende aanvankelijk geen equivalent, al trokken retorici het opvoeren van één enkele getuige graag in twijfel. Dit blijkt bij Quintilianus en bij de oude Seneca, die Cestus Pius laat zeggen:

Voor je overspel zal ik niet één getuige geven, of een corrupte, ik zal er vele geven, ik zal zelfs kinderen geven.
— Controversiae, 7.5.4

Ook zijn zoon haalt een gelijkaardig argument aan:

Mijn tegenstrever, wanneer hij tegenstrijdige dingen zegt en de rechter met zijn trots beledigt en zijn zaak roekeloos op een getuige baseert, versterkt mijn zaak [...]
— De beneficiis, 6.8.4

Paulus is de enige klassieke jurist die jurisprudentie in die zin vermeldt, maar het beschreven geval is te onzeker om er het bestaan van een algemene regel uit af te leiden:

Toen de keizer in beroep kennis nam van de zaak, oordeelde hij dat de marteling onrechtmatig was gevoerd, dat de getuigenis van een enkeling niet geloofd moest worden en dat het beroep daarom terecht was ingesteld.
— Digesta, 48.18.20

Keizer Constantijn voerde uiteindelijk dan toch de 'unus testis'-regel in met een constitutie van 25 augustus 334. De tekst in het Corpus Juris Civilis laat uitschijnen dat er een eerder decreet aan voorafging:

Op gelijkaardige wijze hebben we bekrachtigd dat geen rechter in enige zaak gemakkelijk de verklaring van één enkele getuige mag toelaten. En nu bekrachtigen we duidelijk dat de verklaring van een enkele getuige helemaal niet gehoord zal worden, zelfs als zou hij schitteren door lidmaatschap van de glorieuze raad.

### Middeleeuwen
De receptie van het Romeinse recht maakte de regel terug actueel in Europa. De canonist Ivo van Chartres nam hem over, daarin gevolgd door Gratianus. Midden twaalfde eeuw gaf Rogerius een geïsoleerde getuigenis de waarde van een vermoeden. Azo Portius en Pillius de Medicina zagen het als een 'half bewijs' dat kon en moest worden aangevuld.

### Actueel recht
Belgische strafrechters beoordelen vrij de bewijswaarde van de hen overgelegde gegevens en kunnen iemand schuldig verklaren op grond van een geïsoleerde getuigenverklaring. In Nederland is de oude regel over het bewijsminimum nog te vinden in artikel 342.2 van het Wetboek van Strafvordering. Een geïsoleerde getuigenverklaring die geen steun vindt in ander bewijsmateriaal, is onvoldoende.

## Historische methode
Het vergelijken en contrasteren van bronnen is een basisregel van de historische methode. Als er geen meervoudige attestatie is en een bewering dus op één bron valt terug te voeren, is dat niet mogelijk. De gegevens zijn dan dermate oncontroleerbaar, dat ze vanuit kentheoretisch oogpunt nagenoeg zinledig worden. Dit betekent niet dat de bron dan automatisch wordt verworpen. Aan de hand van bijkomende criteria zal men alsnog proberen een idee te krijgen over de mate van betrouwbaarheid van de bron. Maar een feit dat slechts in één bron is geattesteerd, onttrekt zich hoedanook aan historische analyse.

## Journalistiek
Het is een vuistregel van goede journalistiek om meerdere onafhankelijke bronnen te gebruiken. Wanneer informatie slechts uit één bron afkomstig is en niet elders is bevestigd, mag ze niet als feit worden gepresenteerd (hoogstens als een uitspraak van deze of gene, doorgaans met attributie).

## Alternatieve formuleringen
Er bestaan verschillende varianten van de regel:
- Vox unius, vox nullius (De stem van één iemand, de stem van niemand)
- Testimonium unius, testimonium nullius (Het getuigenis van één iemand, het getuigenis van niemand)
- Unius responsio testis omnino non audiatur (Laat het antwoord van een enkele getuige helemaal niet gehoord worden)

## Voetnoten
1. ↑  Declamationes Minores, 379:1
2. ↑  Adulterum te esse dabo non unum testem, dabo non corruptum, dabo multos, dabo etiam pueros.
3. ↑  Cum ex appellatione cognovisset imperator, pronuntiavit quaestione illicite habita, unius testimonio non esse credendum ideoque recte provocatum
4. ↑  Simili more sanximus, ut unius testimonium nemo iudicum in quacumque causa facile patiatur admitti. Et nunc manifeste sancimus, ut unius omnino testis responsio non audiatur, etiamsi praeclarae curiae honore praefulgeat
5. ↑  Summa Codicis, 4.21.5: loco praesumptionis recipiatur.
6. ↑  Summa codicis, 4.1 en 4.20; Libellus disputatorius
7. ↑  W.H.B. Dreissen, "Eén getuige is geen getuige", in: Delikt en Delinkwent, 2009, nr. 7, p. 760-776
8. ↑  Jona Lendering, De klad in de klassieken, 2001, ISBN 9789025368982